# Dennis Fenton
Dennis Fenton (n. 20 noiembrie 1888, Ventry⁠(d), County Kerry, Munster⁠(d), Irlanda – d. 29 martie 1954, Colorado, SUA) a fost un trăgător de tir ce a reprezentat Statele Unite ale Americii, medaliat olimpic. A participat la 2 ediții ale Jocurilor Olimpice (1920, 1924) în care a câștigat 3 medalii de aur și două medalii de bronz.